# Spring Garden (línea de la Calle Broad)
Jardin de Primavera  es una estación de ferrocarril en la línea de la Calle Broad del Metro de Filadelfia. La estación se encuentra localizada en 500 Calle Broad Sur en Filadelfia, Pensilvania. La estación Jardin de Primavera fue inaugurada el 1 de septiembre de 1928. La Autoridad de Transporte del Sureste de Pensilvania (por sus siglas en inglés SEPTA) es la encargada por el mantenimiento y administración de la estación.

## Descripción
La estación Jardin de Primvera cuenta con 2 plataformas centrales y 4 vías. 

## Conexiones
La estación es abastecida por las siguientes conexiones: 
- Rutas de autobuses SEPTA: 4, 16, 43